# Berliner Kurier
El Berliner Kurier es un diario regional, publicado por la editorial Berliner Verlag GmbH para el área metropolitana de Berlín, en Alemania. Fue fundado el 15 de junio de 1949, y tiene una tirada de unos 69 000 ejemplares. 
El escritor y crítico literario Wolfgang Harich trabajó para este periódico.